# Emil Leszczyński
Emil Leszczyński z Leszna herbu Korczak (ur. 1827 lub 1828, zm. 19 lub 20 lutego 1903 w Posadzie Sanockiej) – polski właściciel ziemski.

## Życiorys

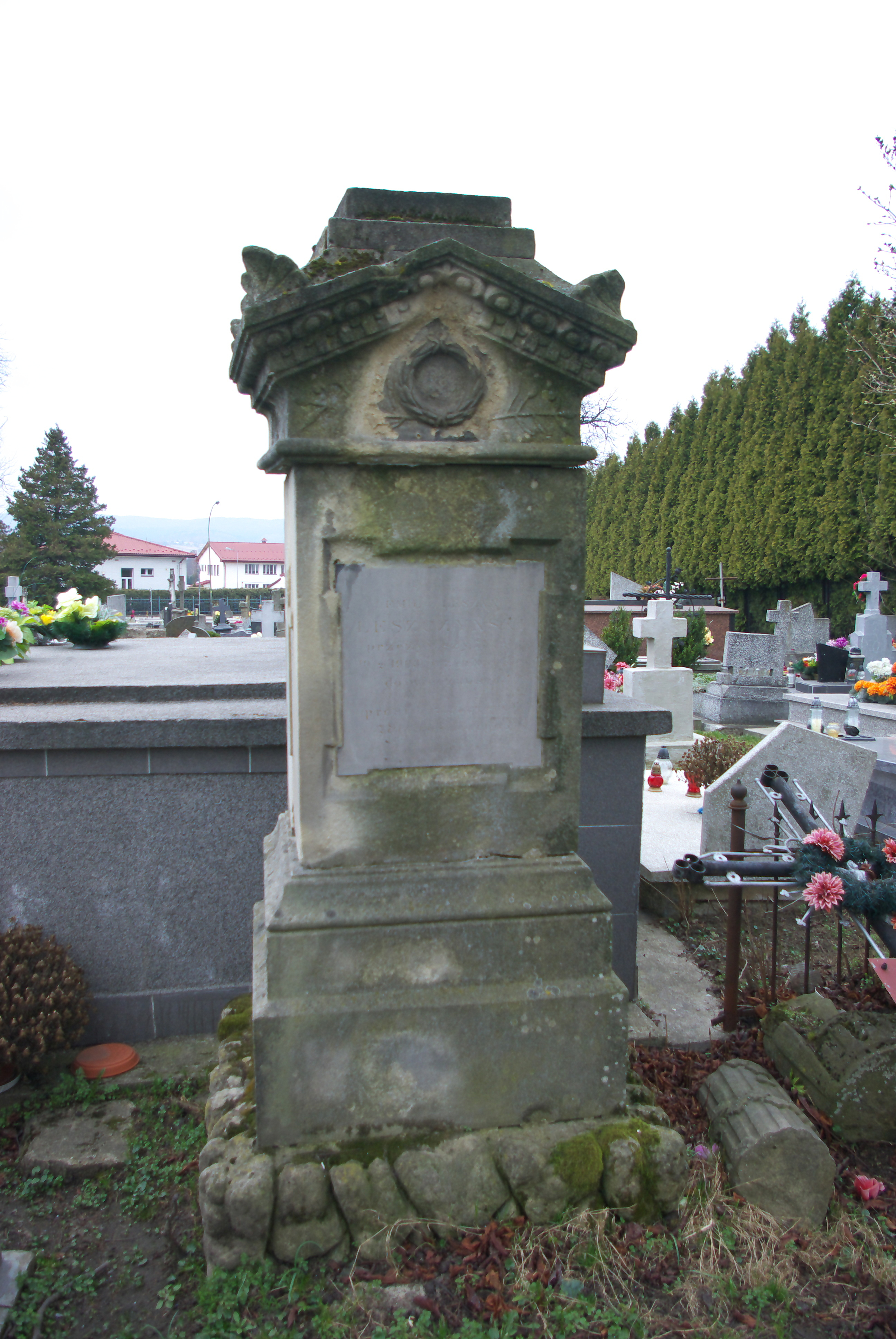
Nagrobek Emila Leszczyńskiego

Emil (niekiedy też Emilian) Korczak Leszczyński z Leszna urodził się w 1827 lub w 1828. Wywodził się z rodu Leszczyńskich herbu Korczak. Był synem Franciszka Leszczyńskiego (właściciel majątku w Solinie, dziedzic Teleśnicy Oszwarowej) i Elżbiety z domu Fredro. Miał braci Leopolda (ojciec Franciszka) i Erazma.
Był właścicielem dóbr ziemskich, posiadając: od około 1859 Polańczyk, od około 1859 Solinę, majątek Łobozew. Istniał tam dwór rodziny Leszczyńskich (później ulokowano w nim szkołę) (na początku 1896 zbył Łobozew na rzecz Majera Wołoskiego z Wańkowej). Jako dziedzic majątku Łobozew był uprawniony do wyboru posła sejmowego z większych posiadłości.
Był członkiem Rady c. k. powiatu liskiego, wybierany jako reprezentant grupy większych posiadłości: po raz pierwszy od 1867 do około 1874, ponownie od około 1890, pełnił wówczas funkcję zastępcy członka wydziału powiatowego, następnie zastępcy prezesa wydziału powiatowego od około 1892, a od około 1893 do około 1896 sprawował stanowisko prezesa wydziału powiatowego. Od około 1870 do około 1875 był członkiem C. K. Powiatowej Komisji Szacunkowej w Lisku. Był szacownikiem dóbr dla okręgu C. K. Sądu Obwodowego w Przemyślu od około 1873 w Łobozwi w powiecie Ustrzyki, a później dla okręgu C. K. Sądu Obwodowego w Sanoku: od około 1893 w Łobozwi w powiecie Ustrzyki, od około 1896 w Sanoku. Następnie od około 1900 do około 1902 był ocenicielem dóbr dla okręgu C. K. Sądu Powiatowego w Sanoku.
Był członkiem wydziału okręgowego w Lisku C. K. Galicyjskiego Towarzystwa Kredytowego Ziemskiego z siedzibą we Lwowie, w którym od około 1892 do około 1894 pełnił funkcje zastępcy prezesa, a ponadto od około 1892 do końca życia był detaksatorem. Należał do C. K. Galicyjskiego Towarzystwa Gospodarskiego we Lwowie, będąc członkiem oddziału przemysko-mościko-jaworowsko-bireckiego od około 1881, a później oddziału sanocko-lisko-krośnieńskiego od około 1896 do końca życia. 12 czerwca 1896 został wybrany zastępcą dyrektora-kontrolera Powiatowego Towarzystwa Zaliczkowego w Sanoku.
Wraz z żoną Marią z domu Truskolaską w swoim majątku dworskim w Łobozwi organizował pomoc dla uczestników powstania styczniowego, które wybuchło w 1863. Był właścicielem realności w Posadzie Sanockiej. Zmarł 19 lub 20 lutego 1903 tamże w wieku 75 lat. Został pochowany na cmentarzu przy ul. Rymanowskiej w Sanoku 22 lutego 1903 w pogrzebie pod przewodnictwem sanockiego proboszcza ks. Bronisława Stasickiego. Obok została pochowana jego żona Maria (zm. 1899, siostra Leonarda, pod koniec XIX wieku figurowała jako właścicielka tabularna Łobozwi) syn oraz Stanisław Jacek Leszczyński z Leszna (ur.  1868, od 1904 żonaty z Heleną Janowską, córką Zygmunta; zm. 17 lutego 1906 w wieku 38 lat w wyniku zaczadzenia w Płonnej, gdzie przebywał w związku z pogrzebem swojego kuzyna Włodzimierza Truskolaskiego). Ponadto Emil i Maria Leszczyńscy mieli synów Bronisława Feliksa, Tadeusza Stanisława, Mieczysława Kazimierza (ur. 1866).